# Falsters Sønder Herred

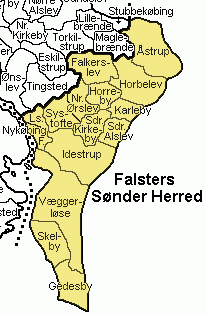
Falsters Sønder Herred

Falsters Sønder Herred was een herred in het voormalige Maribo Amt in Denemarken. De herred omvat het zuidelijke deel van het eiland Falster. Het gebied werd in 1970 deel van de nieuwe provincie Storstrøm.

## Parochies
Naast de stad Nykøbing F omvatte Falsters Sønder oorspronkelijk 13 parochies.
- Falkerslev
- Gedesby
- Gedser (niet op de kaart)
- Horbelev
- Horreby
- Idestrup
- Karleby
- Nykøbing F
- Nørre Ørslev
- Skelby
- Systofte
- Sønder Alslev
- Sønder Kirkeby
- Væggerløse
- Aastrup